# Sportverein Stuttgarter Kickers 2014-2015
Questa voce raccoglie le informazioni riguardanti lo Sportverein Stuttgarter Kickers nelle competizioni ufficiali della stagione 2014-2015.

## Stagione
Nella stagione 2014-2015 il Stuttgarter Kickers, allenato da Horst Steffen, concluse il campionato di 3. Liga al 4º posto. In Coppa di Germania il Stuttgarter Kickers fu eliminato al primo turno dal Borussia Dortmund.

## Rosa
| N. |                     | Ruolo | Calciatore                |
| -- | ------------------- | ----- | ------------------------- |
| 1  | Germania (bandiera) | P     | Korbinian Müller          |
| 2  | Germania (bandiera) | D     | Maximilian Hoffmann       |
| 3  | Germania (bandiera) | A     | Daniel Lang               |
| 4  | Germania (bandiera) | D     | Hendrik Starostzik        |
| 6  | Germania (bandiera) | C     | Sandrino Braun-Schumacher |
| 7  | Italia (bandiera)   | A     | Marco Calamita            |
| 8  | Germania (bandiera) | C     | Gerrit Müller             |
| 9  | Italia (bandiera)   | A     | Elia Soriano              |
| 10 | Italia (bandiera)   | C     | Enzo Marchese             |
| 11 | Francia (bandiera)  | A     | Lhadji Badiane            |
| 12 | Romania (bandiera)  | C     | Andreas Ivan              |
| 13 | Canada (bandiera)   | A     | Randy Edwini-Bonsu        |
| 14 | Germania (bandiera) | C     | Umberto Tedesco           |
| 16 | Germania (bandiera) | D     | Fabio Leutenecker         |

| N. |                        | Ruolo | Calciatore              |
| -- | ---------------------- | ----- | ----------------------- |
| 17 | Germania (bandiera)    | D     | Fabian Gerster          |
| 18 | Germania (bandiera)    | C     | Marco Gaiser            |
| 19 | Germania (bandiera)    | A     | Daniel Engelbrecht      |
| 20 | Kosovo (bandiera)      | C     | Besar Halimi            |
| 21 | Germania (bandiera)    | D     | Marc Stein              |
| 22 | Germania (bandiera)    | C     | Athanasios Raptis       |
| 23 | Germania (bandiera)    | C     | Daniel Kaiser           |
| 24 | Germania (bandiera)    | C     | Amar Cekic              |
| 26 | Stati Uniti (bandiera) | D     | Royal-Dominique Fennell |
| 27 | Germania (bandiera)    | D     | Fabian Baumgärtel       |
| 28 | Germania (bandiera)    | C     | Bentley Bahn            |
| 30 | Germania (bandiera)    | P     | Mark-Patrick Redl       |
| 32 | Germania (bandiera)    | P     | Tobias Trautner         |
| 37 | Germania (bandiera)    | A     | Manuel Fischer          |

## Organigramma societario
Area tecnica
- Allenatore: Horst Steffen
- Allenatore in seconda: Sreto Ristić
- Preparatore dei portieri: Tobias Linse
- Preparatori atletici:

## Calciomercato

### Sessione estiva
| Acquisti | Acquisti           | Acquisti             | Acquisti |
| R.       | Nome               | da                   | Modalità |
| -------- | ------------------ | -------------------- | -------- |
| C        | Umberto Tedesco    | Friburgo II          |          |
| C        | Amar Cekic         | Unterföhring         |          |
| C        | Besar Halimi       | Stoccarda II         |          |
| C        | Daniel Kaiser      | Kickers Stoccarda II |          |
| P        | Korbinian Müller   | Unterhaching         |          |
| D        | Hendrik Starostzik | Bochum II            |          |

| Cessioni | Cessioni           | Cessioni             | Cessioni |
| R.       | Nome               | a                    | Modalità |
| -------- | ------------------ | -------------------- | -------- |
| A        | Marcos Álvarez     | Osnabrück            |          |
| D        | Patrick Auracher   | Holstein Kiel        |          |
| C        | Kevin Dicklhuber   | FC 07 Albstadt       |          |
| D        | Kai-Bastian Evers  | Rödinghausen         |          |
| A        | Nermin Ibrahimovic | VfR Mannheim         |          |
| C        | Bastian Joas       | SGV Freiberg         |          |
| D        | Julian Leist       | Sonnenhof G.         |          |
| C        | Heiko Schall       | Reutlingen           |          |
| P        | Tobias Trautner    | Kickers Stoccarda II |          |

### Sessione invernale
| Acquisti | Acquisti       | Acquisti     | Acquisti |
| R.       | Nome           | da           | Modalità |
| -------- | -------------- | ------------ | -------- |
| C        | Bentley Bahn   | St. Pauli    |          |
| A        | Manuel Fischer | Sonnenhof G. |          |

| Cessioni | Cessioni       | Cessioni         | Cessioni |
| R.       | Nome           | a                | Modalità |
| -------- | -------------- | ---------------- | -------- |
| A        | Shkemb Miftari | Waldhof Mannheim |          |

## Risultati

### 3. Liga

#### Girone di andata
| Arbitro: | Bandurski |

|                            |           |            |
| Vunguidica 50’ Riemann 68’ | Marcatori | 8’ Fennell |

| Arbitro: | Schriever |

|                                            |           |           |
| Stein 26’ Badiane 29’ Braun-Schumacher 83’ | Marcatori | 9’ Aosman |

| Arbitro: | Osmers |

|           |           |             |
| Rizzi 45’ | Marcatori | 41’ Soriano |

| Arbitro: | Huber |

|                             |           |  |
| Müller 61’ Edwini-Bonsu 80’ | Marcatori |  |

| Arbitro: | Dietz |

|            |           |                               |
| Pfeffer 6’ | Marcatori | 9’ Müller 46’ (rig.) Marchese |

| Arbitro: | Siewer |

|                                 |           |  |
| Soriano 54’ Marchese 86’ (rig.) | Marcatori |  |

| Arbitro: | Meyer |

|                                 |           |                                 |
| Müller 45’, 47’, 79’ Börner 50’ | Marcatori | 22’ (rig.) Marchese 63’ Soriano |

| Arbitro: | Sather |

|                         |           |  |
| Fennell 40’ Badiane 66’ | Marcatori |  |

| Arbitro: | Perl |

|                         |           |  |
| Gardawski 16’ Grote 48’ | Marcatori |  |

| Arbitro: | Rohde |

|             |           |           |
| Soriano 55’ | Marcatori | 50’ Menga |

| Arbitro: | Schult |

|                                       |           |  |
| Stein 30’ Edwini-Bonsu 35’ Halimi 64’ | Marcatori |  |

| Arbitro: | Bandurski |

|                   |           |                     |
| Harder 82’ (rig.) | Marcatori | 69’ (rig.) Marchese |

| Arbitro: | Kinhöfer |

|                                             |           |  |
| Halimi 12’ Soriano 27’ Braun-Schumacher 28’ | Marcatori |  |

| Arbitro: | Thomsen |

|                                                          |           |                 |
| Ginczek 14’ Wanitzek 42’, 71’ Baumgartl 48’ Grüttner 87’ | Marcatori | 33’ (aut.) Sama |

| Arbitro: | Gagelmann |

|                         |           |                      |
| Badiane 52’ Soriano 73’ | Marcatori | 22’ Zeitz 87’ Möhrle |

| Arbitro: | Brych |

|             |           |           |
| Tekerci 53’ | Marcatori | 90’ Stein |

| Arbitro: | Stark |

|             |           |           |
| Badiane 56’ | Marcatori | 24’ Zenga |

| Arbitro: | Stegemann |

|              |           |            |
| Kammlott 61’ | Marcatori | 50’ Kaiser |

| Reutlingen 29 novembre 2014, ore 14:00 CET 19ª giornata | Kickers Stoccarda | 0 – 0 referto | Holstein Kiel | Stadion an der Kreuzeiche (2 555 spett.)\| Arbitro: \| Steinhaus-Webb \| |
| Arbitro:                                                | Steinhaus-Webb    |               |               |                                                                          |

#### Girone di ritorno
| Arbitro: | Weiner |

|                             |           |                      |
| Fennell 78’ Engelbrecht 90’ | Marcatori | 80’ (rig.) Benyamina |

| Arbitro: | Bandurski |

|  |           |                                           |
|  | Marcatori | 3’ Baumgärtel 75’ (rig.) Braun-Schumacher |

| Arbitro: | Badstübner |

|                                      |           |  |
| Braun-Schumacher 30’ Engelbrecht 79’ | Marcatori |  |

| Arbitro: | Jablonski |

|                        |           |                                         |
| Bouziane 52’ Höler 55’ | Marcatori | 60’ Calamita 62’ Müller 88’ Leutenecker |

| Arbitro: | Schröder |

|             |           |              |
| Fischer 90’ | Marcatori | 89’ Furuholm |

| Arbitro: | Dittrich |

|            |           |              |
| Löning 74’ | Marcatori | 89’ Calamita |

| Arbitro: | Dingert |

|  |           |                     |
|  | Marcatori | 62’ Schütz 82’ Dick |

| Arbitro: | Treiber |

|  |           |                                      |
|  | Marcatori | 19’ (rig.) Marchese 32’ Edwini-Bonsu |

| Arbitro: | Perl |

|                                                         |           |                 |
| Badiane 18’ Braun-Schumacher 27’ Calamita 54’ Stein 57’ | Marcatori | 60’, 77’ Dausch |

| Arbitro: | Thomsen |

|                                                    |           |                |
| Willers 6’ Il'jučenko 11’ Odenthal 20’ Álvarez 44’ | Marcatori | 49’ Baumgärtel |

| Arbitro: | Schlager |

|          |           |                         |
| Köpke 3’ | Marcatori | 6’ Baumgärtel 81’ Stein |

| Arbitro: | Alt |

|                              |           |  |
| Marchese 66’ (rig.) Bahn 86’ | Marcatori |  |

| Arbitro: | Heft |

|              |           |  |
| Weidlich 61’ | Marcatori |  |

| Arbitro: | Winkmann |

|                          |           |          |
| Marchese 34’ Fischer 84’ | Marcatori | 4’ Berko |

| Arbitro: | Zwayer |

|                              |           |  |
| Kaufmann 25’ Kleindienst 37’ | Marcatori |  |

| Arbitro: | Stieler |

|                                            |           |                                                           |
| Engelbrecht 26’ Edwini-Bonsu 75’ Stein 83’ | Marcatori | 14’ Kreuzer 28’ Stefaniak 58’ (aut.) Fennell 90’ Hartmann |

| Arbitro: | Dietz |

|                       |           |                             |
| Kara 17’ Scherder 57’ | Marcatori | 64’ Müller 81’, 90’ Fischer |

| Stoccarda 16 maggio 2015, ore 13:30 CEST 37ª giornata | Kickers Stoccarda | 0 – 0 referto | Rot-Weiß Erfurt | Gazi-Stadion auf der Waldau (4 730 spett.)\| Arbitro: \| Schriever \| |
| Arbitro:                                              | Schriever         |               |                 |                                                                       |

| Arbitro: | Siewer |

|  |           |                           |
|  | Marcatori | 39’ Edwini-Bonsu 49’ Bahn |

### Coppa di Germania
| Arbitro: | Sippel |

|                  |           |                                              |
| Edwini-Bonsu 60’ | Marcatori | 30’ Mxit'aryan 55’, 78’ Aubameyang 89’ Ramos |

## Statistiche

### Statistiche di squadra
| Competizione      | Punti | In casa | In casa | In casa | In casa | In casa | In casa | In trasferta | In trasferta | In trasferta | In trasferta | In trasferta | In trasferta | Totale | Totale | Totale | Totale | Totale | Totale | DR  |
| Competizione      | Punti | G       | V       | N       | P       | Gf      | Gs      | G            | V            | N            | P            | Gf           | Gs           | G      | V      | N      | P      | Gf     | Gs     | DR  |
| ----------------- | ----- | ------- | ------- | ------- | ------- | ------- | ------- | ------------ | ------------ | ------------ | ------------ | ------------ | ------------ | ------ | ------ | ------ | ------ | ------ | ------ | --- |
| 3. Liga           | 65    | 19      | 11      | 6       | 2       | 35      | 16      | 19           | 7            | 5            | 7            | 26           | 31           | 38     | 18     | 11     | 9      | 61     | 47     | +14 |
| Coppa di Germania | -     | 1       | 0       | 0       | 1       | 1       | 4       | 0            | 0            | 0            | 0            | 0            | 0            | 1      | 0      | 0      | 1      | 1      | 4      | -3  |
| Totale            | 65    | 20      | 11      | 6       | 3       | 36      | 20      | 19           | 7            | 5            | 7            | 26           | 31           | 39     | 18     | 11     | 10     | 62     | 51     | +11 |

### Andamento in campionato
| Giornata  | 1  | 2 | 3 | 4 | 5 | 6 | 7 | 8 | 9 | 10 | 11 | 12 | 13 | 14 | 15 | 16 | 17 | 18 | 19 | 20 | 21 | 22 | 23 | 24 | 25 | 26 | 27 | 28 | 29 | 30 | 31 | 32 | 33 | 34 | 35 | 36 | 37 | 38 |
| --------- | -- | - | - | - | - | - | - | - | - | -- | -- | -- | -- | -- | -- | -- | -- | -- | -- | -- | -- | -- | -- | -- | -- | -- | -- | -- | -- | -- | -- | -- | -- | -- | -- | -- | -- | -- |
| Luogo     | T  | C | T | C | T | C | T | C | T | C  | C  | T  | C  | T  | C  | T  | C  | T  | C  | C  | T  | C  | T  | C  | T  | C  | T  | C  | T  | T  | C  | T  | C  | T  | C  | T  | C  | T  |
| Risultato | P  | V | N | V | V | V | P | V | P | N  | V  | N  | V  | P  | N  | N  | N  | N  | N  | V  | V  | V  | V  | N  | N  | P  | V  | V  | P  | V  | V  | P  | V  | P  | P  | V  | N  | V  |
| Posizione | 12 | 9 | 7 | 5 | 3 | 1 | 2 | 2 | 6 | 5  | 3  | 5  | 2  | 6  | 5  | 7  | 8  | 9  | 9  | 5  | 3  | 3  | 3  | 4  | 3  | 6  | 4  | 3  | 5  | 4  | 3  | 4  | 4  | 4  | 4  | 4  | 4  | 4  |

Legenda:

Luogo: C = Casa; T = Trasferta. Risultato: V = Vittoria; N = Pareggio; P = Sconfitta.

### Statistiche dei giocatori
| Giocatore           | 3. Liga  | 3. Liga | 3. Liga     | 3. Liga    | Coppa di Germania | Coppa di Germania | Coppa di Germania | Coppa di Germania | Totale   | Totale | Totale      | Totale     |
| Giocatore           | Presenze | Reti    | Ammonizioni | Espulsioni | Presenze          | Reti              | Ammonizioni       | Espulsioni        | Presenze | Reti   | Ammonizioni | Espulsioni |
| ------------------- | -------- | ------- | ----------- | ---------- | ----------------- | ----------------- | ----------------- | ----------------- | -------- | ------ | ----------- | ---------- |
| L. Badiane          | 31       | 5       | 1           | 0          | 1                 | 0                 | 0                 | 0                 | 32       | 5      | 1           | 0          |
| B. Bahn             | 9        | 2       | 4           | 0          | 0                 | 0                 | 0                 | 0                 | 9        | 2      | 4           | 0          |
| F. Baumgärtel       | 32       | 3       | 2           | 2          | 1                 | 0                 | 0                 | 0                 | 33       | 3      | 2           | 2          |
| S. Braun-Schumacher | 31       | 5       | 6           | 1          | 1                 | 0                 | 0                 | 0                 | 32       | 5      | 6           | 1          |
| M. Calamita         | 23       | 3       | 1           | 0          | 1                 | 0                 | 0                 | 0                 | 24       | 3      | 1           | 0          |
| A. Cekic            | 1        | 0       | 0           | 0          | 0                 | 0                 | 0                 | 0                 | 1        | 0      | 0           | 0          |
| R. Edwini-Bonsu     | 35       | 5       | 2           | 0          | 1                 | 1                 | 0                 | 0                 | 36       | 6      | 2           | 0          |
| D. Engelbrecht      | 19       | 3       | 3           | 0          | 0                 | 0                 | 0                 | 0                 | 19       | 3      | 3           | 0          |
| R. Fennell          | 26       | 3       | 7           | 0          | 1                 | 0                 | 0                 | 0                 | 27       | 3      | 7           | 0          |
| M. Fischer          | 13       | 4       | 1           | 0          | 0                 | 0                 | 0                 | 0                 | 13       | 4      | 1           | 0          |
| M. Gaiser           | 13       | 0       | 5           | 0          | 0                 | 0                 | 0                 | 0                 | 13       | 0      | 5           | 0          |
| F. Gerster          | 14       | 0       | 1           | 0          | 0                 | 0                 | 0                 | 0                 | 14       | 0      | 1           | 0          |
| B. Halimi           | 37       | 2       | 7           | 0          | 1                 | 0                 | 0                 | 0                 | 38       | 2      | 7           | 0          |
| M. Hoffmann         | 0        | 0       | 0           | 0          | 0                 | 0                 | 0                 | 0                 | 0        | 0      | 0           | 0          |
| A. Ivan             | 4        | 0       | 1           | 0          | 0                 | 0                 | 0                 | 0                 | 4        | 0      | 1           | 0          |
| D. Kaiser           | 9        | 1       | 3           | 1          | 0                 | 0                 | 0                 | 0                 | 9        | 1      | 3           | 1          |
| D. Lang             | 1        | 0       | 0           | 0          | 0                 | 0                 | 0                 | 0                 | 1        | 0      | 0           | 0          |
| F. Leutenecker      | 37       | 1       | 4           | 0          | 1                 | 0                 | 0                 | 0                 | 38       | 1      | 4           | 0          |
| E. Marchese         | 29       | 7       | 4           | 0          | 1                 | 0                 | 0                 | 0                 | 30       | 7      | 4           | 0          |
| S. Miftari          | 8        | 0       | 0           | 0          | 0                 | 0                 | 0                 | 0                 | 8        | 0      | 0           | 0          |
| G. Müller           | 33       | 4       | 5           | 1          | 1                 | 0                 | 0                 | 0                 | 34       | 4      | 5           | 1          |
| K. Müller           | 35       | 0       | 1           | 0          | 0                 | 0                 | 0                 | 0                 | 35       | 0      | 1           | 0          |
| A. Raptis           | 0        | 0       | 0           | 0          | 0                 | 0                 | 0                 | 0                 | 0        | 0      | 0           | 0          |
| M. Redl             | 3        | 0       | 0           | 0          | 1                 | 0                 | 0                 | 0                 | 4        | 0      | 0           | 0          |
| E. Soriano          | 20       | 6       | 2           | 0          | 1                 | 0                 | 0                 | 0                 | 21       | 6      | 2           | 0          |
| H. Starostzik       | 25       | 0       | 3           | 0          | 0                 | 0                 | 0                 | 0                 | 25       | 0      | 3           | 0          |
| M. Stein            | 36       | 6       | 3           | 0          | 1                 | 0                 | 0                 | 0                 | 37       | 6      | 3           | 0          |
| U. Tedesco          | 0        | 0       | 0           | 0          | 0                 | 0                 | 0                 | 0                 | 0        | 0      | 0           | 0          |
| T. Trautner         | 0        | 0       | 0           | 0          | 0                 | 0                 | 0                 | 0                 | 0        | 0      | 0           | 0          |